# Félix Fernández
Félix de Jesús Fernández Christlieb (Città del Messico, 1º novembre 1967) è un ex calciatore messicano, di ruolo portiere.

## Carriera

### Club
Ha giocato per due sole squadre nella sua carriera, il CF Atlante e l'Atlético Celaya. Ha partecipato a 212 gare del campionato messicano di calcio.

### Nazionale
Ha giocato dal 1993 al 1996 con la nazionale messicana, partecipando al campionato del mondo 1994 come portiere di riserva di Jorge Campos.